# D12
D12 (nebo také The Dirty Dozen a D-Twizzy) byla americká hip hopová skupina z Detroitu v Michiganu. Největších úspěchů dosáhla v amerických i ostatních světových hitparádách s alby Devil's Night (2001) a D12 World (2004). D12 byla založena roku 1996, a i když byla respektovanou součástí undergroundové rapové scény, opravdového úspěchu dosáhla až poté, co se proslavil její nejznámější člen, Eminem. V roce 2018 Eminem na svém albu Kamikaze prohlásil ukončení skupiny.

## Členové skupiny
- Eminem (Marshall Mathers), přezdívka Slim Shady
- Swift (Ondre Moore), přezdívka Swifty McVay
- Kuniva (Von Carlisle), přezdívka Rondell Beene
- Fuzz (opustil skupinu v roce 1999, ale vrátil se v roce 2011)

- Proof (DeShaun Holton), přezdívka Dirty Harry (zastřelen 11. dubna 2006)
- Bugz (Karnail Pitts) (zavražděn 21. května 1999)
- Charging Soldier (opustil skupinu v roce 1998 kvůli tvůrčím neshodám)
- Eye-Kyu (opustil skupinu)
- Killa Hawk (opustil skupinu)
- Kon Artis (Denaun Porter), přezdívka Mr. Porter (opustil skupinu)
- Bizarre (Rufus Johnson), přezdívka Peter S. Bizarre (opustil skupinu)

## Začátek kariéry
D12 založil Proof jako uskupení místních detroitských rapperů Bizarra, Eminema, Eye Kyu, Killa Hawka a Fuzze. Ve skupině byl také krátce Charging Soldier, ale brzy odešel kvůli neshodám s ostatními členy. Ve druhé polovině devadesátých let se někteří členové začali samostatně proslavovat - Bizarre vydal album Attack of the Weirdos a stal se členem skupiny The Outsidaz společně s Eminemem, Rah Digga a Young Zee. Proof vyhrál v roce 1998 freestylingovu soutěž pořádanou časopisem Source.
Ještě dříve, než se skupina proslavila, z ní odešli Killa Hawk, Zasalamel a Eye Kyu. Tím v D12 zůstali pouze Eminem, Proof a Bizarre. Proof se rozhodl, že najde na zbývající tři místa náhradu, a prvním novým příchozím byl tak jeho kamarád Bugz. Zbývající dvě místa zaplnilo místní hip hopové duo Da Brigade, které tvořili Kon Artis a Kuniva. Když byla skupina kompletní, jejích šest členů uzavřelo dohodu, že ten, kdo jako první dosáhne sólového úspěchu, s sebou vytáhne na výsluní i zbytek skupiny.

## Cesta ke slávě
Jako první dosáhl sólového úspěchu Eminem, který na sebe upoutal pozornost známého rapera a producenta Dr. Dre svým nezávislým albem The Slim Shady EP a podepsal smlouvu s hudebním vydavatelstvím Interscope. Eminem nezapomněl na dohodu s D12 a při práci na svém dalším albu The Slim Shady LP naléhal, aby smlouvu dostali i ostatní členové D12. Dr. Dre mu ale doporučil, aby nejdřív získal silnou pozici jako sólový umělec a pak teprve aby se vrátil pro své přátele. Z alba se stal obrovský hit. Eminem se proslavil a mohl se tedy konečně věnovat i práci s D12. Založil pod křídly Interscope své vlastní vydavatelství Shady Records a první smlouva byla právě pro D12.

## Bugzova smrt
Poté, co D12 získala smlouvu s Shady Records, vyrazila na turné. Před vystoupením v Detroitu byl Bugz na pikniku, kde se dostal do rvačky, která vznikla z nevinného souboje se stříkacími pistolemi. Jeden z účastníků rvačky pak odešel do svého vozu pro skutečnou zbraň a na Bugze několikrát vystřelil. Při útěku z místa činu pak dokonce ještě přejel přes bezvládné tělo svým vozem. Incident byl natočen na video a ten den ho vysílaly televizní stanice ve zprávách.
Členové D12 byli událostí otřeseni. Jedna z posledních věcí, o kterých Bugz mluvil s Proofem byla, jestli by se mohl raper Swift stát členem skupiny. Proof toto přání respektoval a Swift, dlouholetý přítel skupiny, tak doplnil počet členů opět na šest.
Bugzově památce je věnována skladba „Good Die Young“ na albu D12 World. Na tomto albu se také objevuje skladba „Bugz '97“, což je dřívější nahrávka Bugze samotného. Všichni členové skupiny si nechali vytetovat Bugzovo jméno. Také Eminemovo druhé úspěšné album, The Marshall Mathers LP, je věnováno Bugzovi.

## Úspěch
Skupina vydala dvě alba, Devil's Night a D12 World. Obě se umístila na předních příčkách amerických i světových hitparád, mimo jiné díky singlům jako „Purple Pills“ (cenzurovaná verze je „Purple Hills“), „Fight Music“, „My Band“ a „How Come“.
Proof a Bizarre pokračovali ve svých částečně úspěšných sólových kariérách alby Searching For Jerry Garcia a Hannicap Circus v roce 2005, nicméně Eminemův úspěch vždy zastiňoval zbytek skupiny. Proto se D12 rozhodla pro turné druhého alba bez něj. S tím také souviselo rozhodnutí, že Eminem nebude mít takový prostor na třetím albu. To se ale vše změnilo po dramatických událostech roku 2006.

## Proofova smrt
Násilný Detroit si vyžádal život dalšího člena D12, když byl 11. dubna 2006 smrtelně postřelen Proof. Incident se odehrál v půl páté ráno v klubu CCC na 8 Mile Road v Detroitu. Podle všeho se zapletl do hádky s Keithem Benderem Jr. kvůli kulečníku, několikrát ho udeřil svojí pistolí do obličeje a nakonec ho střelil do hlavy. Proof byl poté sám střelen do hlavy Benderovým bratrancem, Mariem Etheridgem. Následně byl převezen na místní pohotovost, kde byl hned po příjezdu prohlášen za mrtvého. Přesné okolnosti jeho smrti a co k ní vedlo ale nejsou známy.
Proof byl pohřben 19. dubna a smutečního obřadu se zúčastnily tisíce lidí. Eminem a Obie Trice pronesli proslov, Eminem mimo jiné řekl: „Jsem si jistý, že každý, kdo ho potkal, byť jen jednou, mi dosvědčí, že místnost se prozářila, když vešel. Věřím, že Proof miloval lidi a lidi milovali jeho. Byl jako magnet. Zlákal vás. Chtěli jste se o něm dozvědět víc, být jako on. Bez Proofa by nebyl Eminem, Slim Shady ani D12.“ Mnoho hip hopových umělců vyjádřilo Proofově rodině soustrast. Zanechal po sobě svou ženu Sharondu, dva syny a tři dcery.

## Swiftovo uvěznění
21. dubna 2006 byl Swift zatčen poté, co se nedostavil k soudu, aby se mohl zúčastnit Proofova pohřbu. Byl v podmínce za řízení auta pod vlivem alkoholu a drog a soudce mu za porušení pravidel podmínky nařídil 93 dnů ve vězení. Jeho uvěznění zdrželo nahrávání třetího alba D12 a také mu znemožnilo vyjádřit se v mediích k Proofově smrti. V současnosti je opět na svobodě a pracuje se skupinou na třetím albu.

## Úspěchy v hitparádách
První album D12 bylo vydáno v červnu 2001. V amerických a anglických žebříčcích se umístilo na prvním místě, podobného úspěchu dosáhlo i v Kanadě. Celosvětově se alba prodaly 4 miliony kusů. Obsahuje tyto singly:
- „Purple Hills“ (cenzurovaná verze skladby „Purple Pills“) - skladba se umístila na prvním místě v žebříčku rapových skladeb roku 2001.
- „Shit On You“ - skladba se dostala do anglické Top 10 a kanadské Top 5.
- „Fight Music“ - ve videu se objevili Ice T, Angie Martinez a Fat Joe, dostala se do anglické Top 20 a australské Top 40.

Druhé album D12 World bylo vydáno v dubnu 2004. Produkovali ho Dr. Dre, Eminem, Kon Artis a Kanye West, společně s D12 se na něm objevili také Obie Trice a B-Real ze Cypress Hill. V Americe, Anglii a Austrálii se dostalo na nejvyšší příčku, v Německu na pozici číslo dvě. Z alba pocházejí singly:
- „My Band“ - skladba ironizující pozici superstar Eminema v D12 se umístila na předních příčkách hitparád po celém světě.
- „How Come“ - většího úspěchu dosáhl tento singl v evropských žebříčcích.
- „Git Up“
- „U R The One“

## D12 ve filmech
Členové D12 se několikrát objevili ve filmech, především Eminem se svojí hlavní rolí v částečně biografickém snímku 8 Mile a roličkou v The Wash. V 8 Mile se po boku Eminema objevil i Proof v malé roli rapera jménem Lil' Tic, i když on sám byl předlohou postavy, kterou ve filmu hraje Mekhi Phifer. Celá skupina kromě Eminema si zahrála ve filmu The Longest Yard.

## Diskografie

### Alba
- The Underground EP (1997)
- Devil's Night (2001)
- D12 World (2004)

### Singly
- 2001 „Shit On You“
- 2001 „Purple Hills“
- 2001 „Fight Music“
- 2004 „40 Oz“
- 2004 „My Band“
- 2004 „How Come“
- 2004 „Git Up“
- 2004 „U R The One“

### Podíl na
- - 2000 „Under the Influence“ z The Marshall Mathers LP
  - 2001 „These Drugs“ z Bones Soundtrack
  - 2001 „911“ z filmu Bad Company od Gorillaz
  - 2002 „When The Music Stops“ z The Eminem Show
  - 2002 „Rap Game“ z 8 Mile Soundtrack
  - 2003 „Outro“ z Cheers od Obie Trice
  - 2004 „One Shot 2 Shot“ z Encore od Eminema
  - 2005 „Nuthin' At All“ z Hannicap Circus od Bizarra
  - 2005 „Pimplikeness“ z Searching for Jerry Garcia od Proofa
  - 2005 „My Ballz“ z The Longest Yard OST